# Bernardo de Albuquerque

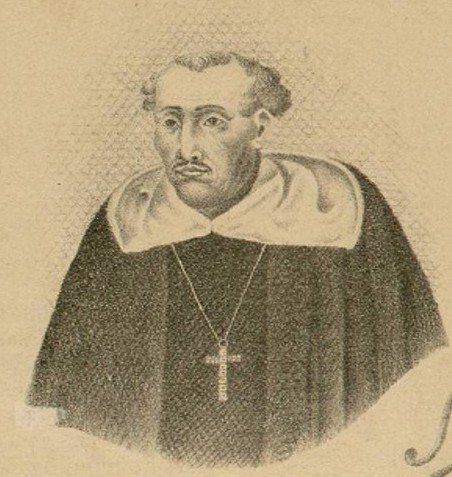
Bernardo de Albuquerque (fiktives Porträt (1888))

Bernardo de Albuquerque (* um 1500 in Alburquerque bei Badajoz, Spanien; † 23. Juli 1579 in Oaxaca, Mexiko) war Dominikanermönch und in den Jahren von 1562 bis zu seinem Tod der zweite Bischof von Antequera (alter Name der südmexikanischen Stadt Oaxaca).

## Leben
Bernardo war Waisenkind und bereits in jungen Jahren wurde sein Leben in religiöse Bahnen gelenkt. Später studierte er an der Universität von Alcalá, schloss sich dem Predigerorden der Dominikaner an und ging ins Kloster San Esteban nach Salamanca, wo er Theologie, Rechtswissenschaften und Medizin studierte. Um das Jahr 1525 erhielt er die Priesterweihe und trat die Schiffsreise nach dem wenige Jahre zuvor eroberten Neuspanien an. Er kam nach Antequera, wo er auf seinen Reisen in die umliegenden Dörfer so gut Zapotekisch lernte, dass er den Katechismus in die Indiosprache übersetzen konnte. Er stieg in der Ordenshierarchie auf und sogar Bartolomé de Las Casas, der Bischof von Chiapas, wurde auf ihn aufmerksam und befürwortete ihn für das Amt des Bischofs von Antequera. Die Bischofsweihe erhielt er im Jahr 1562, doch auch in dieser Funktion setzte er das Leben eines einfachen Mönchs fort und besuchte auch weiterhin die Indiodörfer in der Umgebung.
Nach seinem Tod wurde sein Leichnam im Konvent von Santo Domingo de Guzmán beigesetzt, aber einige Jahre später in die Capilla de San Pedro in der Kathedrale von Oaxaca transferiert. Er wurde von Teilen des Volkes als Heiliger verehrt, doch fand eine offizielle Heiligsprechung bislang nicht statt.